# Krissla
Krissla (Inula salicina) är en art i familjen korgblommiga växter. Den förekommer naturligt i Europa, Turkiet och i Kaukasus. Arten växer vild i Sverige, men odlas även som trädgårdsväxt.

## Synonymer
- Aster salicinus (L.) Scop
- Conyza salicina (L.) Rupr
- Inula glabra Gilib
- Inula salicina subsp. asiatica Kitam.) Kitag. *Inula salicina var. asiatica Kitam
- Jacobaea salicina (L.) Merino